# Via Karelia

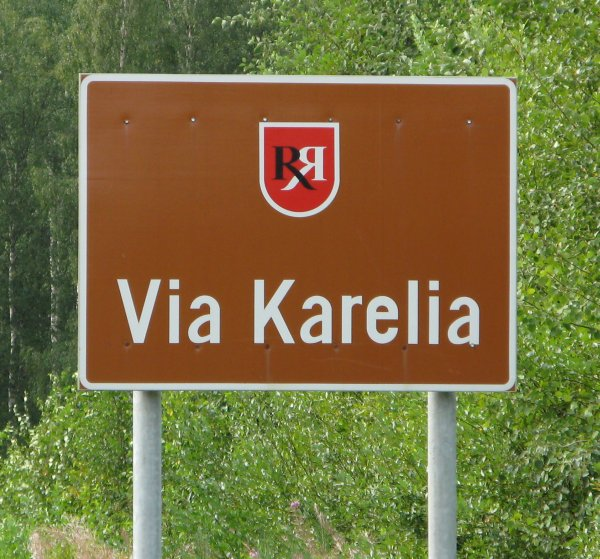
Beschilderung der Via Karelia

Die Via Karelia ist eine Ferienstraße in Finnland. Sie besteht aus zwei separaten Routen, einer östlichen und einer westlichen.

## Die östliche Route
Die östliche Route Runon ja Rajan tie (finnisch, deutsch etwa: „Straße der Lieder und der Grenze“) oder Poeternas och gränslandets väg (schwedisch, „Straße der Poeten und des Grenzlandes“) führt durch Ostfinnland der russischen Grenze folgend vom Finnischen Meerbusen nach Lappland. Sie beginnt im südostfinnischen Vaalimaa und quert Südkarelien, Nordkarelien, Kainuu und Kuusamo, ehe sie im lappischen Salla endet. Die Route kann bis Nellim weiter nach Norden befahren werden.

## Die westliche Route
Die westliche Route Karjalan kirkkotie/Den karelska kyrkvägen („Karelische Kirchenstraße“) ist ein orthodoxer Kulturreise- und Pilgerweg in Nordkarelien. Er führt von Heinävesi nach Hattuvaara in der Gemeinde Ilomantsi. An der karelischen Kirchenstraße liegen das Kloster Uusi Valamo sowie zahlreiche orthodoxe Kirchen, Kapellen und Friedhöfe.